# رجینا (داینو کرایسیس)
رجینا (به انگلیسی: Regina) شخصیتی اول سری بازی داینو کرایسیس است که توسط شینجی میکامی خلق شد. او یکی از محبوبترین شخصیت های بازیهای ویدئویی است.

## مشخصات
- موهای قرمز می‌باشد.
- شخصیتی آرام و معقول
- بسیار باهوش
- در سری داینو کرایسیس از عنوان نام خانوادگی او پرهیز شده است.

## حضور
رجینا در داینو کرایسیس و داینو کرایسیس ۲ حضور داشت اما در داینو کرایسیس ۳ و همچنین شکارچی داینو از وی خبری نیست .